# Gusneiver Gil
Pour les articles homonymes, voir Gil.
Gil  Briceño est un nom espagnol. Le premier nom de famille, en général paternel, est Gil ; le second, en général maternel, souvent omis, est Briceño.
Gusneiver José Gil Briceño (né le 9 mai 1987) est un coureur cycliste vénézuélien. Il est notamment devenu champion du Venezuela sur route en 2016.

## Palmarès et résultats

### Par année
- 2007
  - 7e étape du Tour du Trujillo
- 2008
  - 5e étape de la Vuelta a Yacambu-Lara
  - 3e du Tour du Trujillo
- 2011
  - 2e du Tour du Trujillo
- 2013
  - 5e étape du Tour du Táchira
  - 2e du Tour du Trujillo
- 2015
  - 2e étape du Tour de Barinitas
  - 2e étape du Tour du Trujillo
  - 3e du Tour de Barinitas
- 2016
  -  Champion du Venezuela sur route
- 2023
  - Clásico Guasdualito Apure
- 2025
  - Tour de Bramón :
    - Classement général
    - 1re étape

  - 3e du Clásico José Gregorio Hernández

### Classements mondiaux
| Année            | 2010 | 2011 | 2012 | 2013 |
| ---------------- | ---- | ---- | ---- | ---- |
| UCI America Tour | 246e |      |      | 129e |